# Peer Assessment
Als Peer Assessment (englisch assessment ‚Beurteilung‘) wird eine Methode bezeichnet, bei der Peers (= Personen, die die gleiche Rolle in einem bestimmten Kontext haben, wie beispielsweise Schüler einer Klasse), das Produkt eines Lernenden evaluieren. 
Falchikov (1986) beschreibt das Peer Assessment als eine Methode, bei der Peers reflektierte Kritik an dem Produkt eines anderen Lernenden üben und diesem Feedback zu vorher definierten Kriterien zur Verfügung stellen. Dabei kann das Ziel die abschließende Bewertung eines Endproduktes sein – summatives Peer-Feedback (auch Peer Grading genannt) – beispielsweise die Endnote für ein Referat. Das Ziel kann aber auch die Verbesserung des Ergebnisses durch Einflussnahme während der Produkterstellung bzw. während des Lernens sein – formatives Feedback – beispielsweise Feedback zum ersten Entwurf eines Referats. Peer Assessments mit formativem Peer-Feedback können aufgrund ihres iterativen Charakters als Lernmethode angesehen werden.
Das Peer Assessment Verfahren wird je nach Variation dem Feld des kooperativen oder kollaborativen Lernens zugeordnet, wobei Peer Assessment eine globale Bezeichnung ist. Es gibt je nach Forschungsbereich und Themenfeld (siehe Variationen) auch weitere Begriffe für Peer Assessment Verfahren, wie beispielsweise „Peer response“, „Peer editing“, & „Peer evaluation“ oder die besondere Form des „Peer grading“.

## Typischer Ablauf
Ingo Kollar & Frank Fischer (2010) beschreiben das klassische Peer-Feedback Verfahren folgendermaßen: ein Peer erstellt ein Produkt. Anschließend meldet ein oder mehrere Peer-Assessoren Feedback zurück. Der Ersteller des Produktes muss dann aus dem Feedback sinnvolle Handlungsoptionen ableiten und das Produkt überarbeiten. Dies ist im Allgemeinen verschieden von der reinen Benotung, dem Peer Grading.

## Variationen
Peer Assessments können stark variieren, je nach Art der Umsetzung. K. Topping erstellte hierzu 1998 eine Typologie/Liste von 17 Dimensionen anhand derer Peer Assessments variieren können:
1. Themenfeld
2. Das Ziel der Aktivität (Pädagogisch oder ökonomisch, beispielsweise Zeitaufwand für Lehrer)
3. Der Fokus (Summative oder formative Evaluation)
4. Das bewertete Produkt (Text, Präsentation oder andere)
5. Verhältnis zur Bewertung von Lehrpersonal (Ersatzweise oder ergänzend)
6. Offizielle Bedeutung (Inwieweit es sich auf eine Note auswirkt)
7. Richtung der Bewertung (Einseitig, gegenseitig oder wechselseitig)
8. Privatsphäre (Anonym, teil-anonym oder öffentlich)
9. Persönlicher Kontakt (Inwieweit haben die Peers Kontakt miteinander oder dem Lehrer?)
10. Synchronizität (Bezüglich aktuellen Produkten oder verzögert)
11. Fähigkeit (Bspw. auf welchem Wissensstand sind die Teilnehmer?)
12. Konstellation der Gutachter (Individuell, Paare oder Gruppen)
13. Konstellation der Begutachteten (Individuell, Paare oder Gruppen)
14. Ort (In der Lerngruppe/Klasse/Seminar oder außerhalb)
15. Zeit (Unterrichtszeit, Freizeit oder informelle Zeit)
16. Anforderungen (Obligatorisch oder freiwillig für Gutachter und Begutachtete)
17. Belohnung (Kreditpunkte oder andere Belohnungen).

## Theoretischer Ansatz
Häufig wird die Lerntheorie des Konstruktivismus als Grundlage für das Lernen in Peer-Feedback Verfahren herangezogen. Nach dem konstruktivistischen Ansatz wird Wissen, in Form von Schemata, auf Basis von sozialem Austausch individuell konstruiert. Der Peer-Assessor reagiert auf das Produkt des Begutachteten und wendet dabei aktiv Kriterien auf dieses an. Dabei konstruiert er beispielsweise neue Schemata für Fehler oder verbessert vorhandene Schemata über die Kriterien. Der Begutachtete reagiert dann wiederum auf das Feedback des Assessors. Dieses kann Wissenslücken aufzeigen und so die Konstruktion von neuem Wissen begünstigen. Die Produkte des Begutachteten und des Assessors dienen also jeweils als Gerüst (Scaffold), um das Verständnis von Kriterien zu verbessern.

## Vorteile, Nachteile und Forschungsergebnisse
In einer Bewertung der Ergebnisse der Peer-Feedback Verfahren-Forschung der Jahre 1980 bis 1996 und in einer späteren Evaluierung folgerte K. Topping, dass Peer-Feedback Verfahren im Kontext des Erlernens von Schreibfähigkeiten mindestens genauso gute Ergebnisse liefern wie Lehrerfeedback und manchmal sogar bessere. Dies begründet sich auf einer Vielzahl an Vorteilen. Da es meist mehr Lernende als Lehrpersonal gibt, kann zeitnaher und häufiger sowie deutlich mehr Peer-Feedback als Expertenfeedback generiert werden. Mehr bedeutet zwar nicht unbedingt besser, aber Peer-Feedback weist häufiger auf unterschiedliche Probleme hin, als das es zu Überschneidungen kommt. Außerdem ist Peer-Feedback immer individualisiert. Gleichzeitig ist es auf das Wissen des Lernenden zugeschnitten, denn Peers können einander auf derselben Ebene Rückmeldung geben, während Expertenfeedback unverständlich sein kann. Außerdem kann die Art des Feedbacks, das ein Lernender erhält, sich je nach Quelle stark unterscheiden. Experten geben hauptsächlich gerichtetes Feedback, während Peers mehr ungerichtetes Feedback geben. Gerichtes Feedback enthält explizite Empfehlungen für Anpassungen, während ungerichtetes Feedback unspezifische Beobachtungen aufzeigt. Ungerichtetes Feedback führt zu komplexen Überarbeitungen, während gerichtetes eher zu oberflächlichen Überarbeitungen führt. Außerdem können Peer Assessments affektive und soziale Vorteile erbringen. Beispielsweise kann sich durch Peer Assessment die Einstellung zur Evaluation des Lernprozesses bei Lernenden positiv verändern und Verbesserungen von Gruppenarbeitsverhalten führen.
Die Ressource „Zeit des Lehrers“ kann eingespart werden. Vor allem dann, wenn ausführliche Rückmeldung, beispielsweise zu Hausarbeiten oder Aufsätzen gegeben werden soll. Allerdings darf nicht vernachlässigt werden, dass Peer Assessments auch einen höheren Koordinationsaufwand bedeuten. Außerdem zeigt sich, dass Peer-Assessments effektiver sind, wenn die Peer-Assessoren vor dem Evaluieren Training erhalten. Dieses Training oder diese Entwicklung benötigt wiederum ein Zeitinvest des Experten oder Lehrers. Beim Peer Assessment kann es allerdings aufgrund der Gleichstellung der Peers zu Akzeptanzproblemen bezüglich des Peer-Feedbacks kommen. Denn es bestehen Unsicherheiten von Seiten der Lernenden gegenüber der Qualität von Peer-Feedback und der Kompetenz von Peer-Gutachtern. Dies ist möglicherweise ein Grund, warum, das Geben von Feedback als lernförderlicher angesehen wird, als das Erhalten von Peer-Feedback.